# 豊国神社 (長浜市)
豊国神社（ほうこくじんじゃ）は、滋賀県長浜市にある神社。旧社格は県社。

## 祭神
- 主祭神 - 豊国大明神（豊臣秀吉）、事代主大神
- 配祀神 - 加藤清正、木村重成

## 歴史
豊臣秀吉は天正元年（1573年）から天正4年（1576年）にかけて長浜城の城主であり、城下に作られた長浜町に善政を施していた。また、秀吉は大阪や京都に本拠地を移してからも長浜町民との交流を絶えることなく続けていたという。天正19年（1591年）には「三百石の地租税免除」の朱印状が町に出され、幕末まで大きな恩典になっている。
こういったことから慶長3年（1598年）に秀吉が死去すると、長浜町民は秀吉の3回忌に当たる慶長5年（1600年）にその遺徳を偲んで社を建立した。それが当社の始まりである。創建の地は現在地のすぐ東側で、現在長浜八幡宮の御旅所がある場所である。
しかし、江戸時代に入り豊臣氏も大坂の陣で滅びると、江戸幕府の命により秀吉を祀ることは禁じられた。こうして当社は社殿が取り壊され、町民によって御祭神の豊国大明神が町年寄の家へ移された。それ以来、町役人十人衆によって御神像は各家庭に隠して密に祀られることとなった。
その後、町役人達は一計を案じ、寛政5年（1793年）に彦根藩へ『えびす宮』を建立したいといって許可を願い出て許されると、創建の地に八幡宮の古堂を移築して恵比須神（事代主）を祀る神社として当社は復興した。その際、恵比須神を祀る本殿の奥に密かに豊国大明神を安置し、秀吉を祀り続けた。現在当社で事代主が一緒に祀られているのはこのためである。
弘化3年（1846年）には秀吉の恩徳を町民に布撫するために又々一計を練り、豊臣家の一字をとって当社は「豊神社」と書いて「みのり神社」と呼ばれるようにもっていった。その名残が東の外堀に架かる「みのり橋」の名に残っている。
明治維新後、秀吉の三百回忌に当たる1898年（明治31年）に拝殿が再建されている。1881年（明治14年）2月に村社に列せられ、1912年（大正元年）9月に字中鞴の地より現在地に遷座している。
1920年（大正9年）には郷社に列せられ、12月には社名も豊国神社と改称している。
1922年（大正11年）1月には県社に昇格している。

## 境内
- 本殿 - 江戸時代中期再建。神明造。向拝は檜皮葺、唐破風。
- 幣殿
- 拝殿 - 1898年（明治31年）再建。
- 社務所
- 吉兆苑
- 参集殿
- 虎石 - 長浜城内に庭園が造られたとき、加藤清正が寄進した庭石であるといい、豊臣秀吉のお気に入りであったという。元和元年（1615年）に長浜城を廃して建物一切を彦根城へ移築する時この石は大通寺へ移されたが、毎晩「いのうーいのうー」と虎が吠えるように鳴き叫んだので当社へ移したという[3]。
- 福万年亀の石
- 瓢箪池
- 加藤清正像

### 摂末社
- 出世稲荷神社
  - 拝殿 - 拝殿の八十枠の格天井にある天井画は徳力富吉郎筆。
- 天満宮

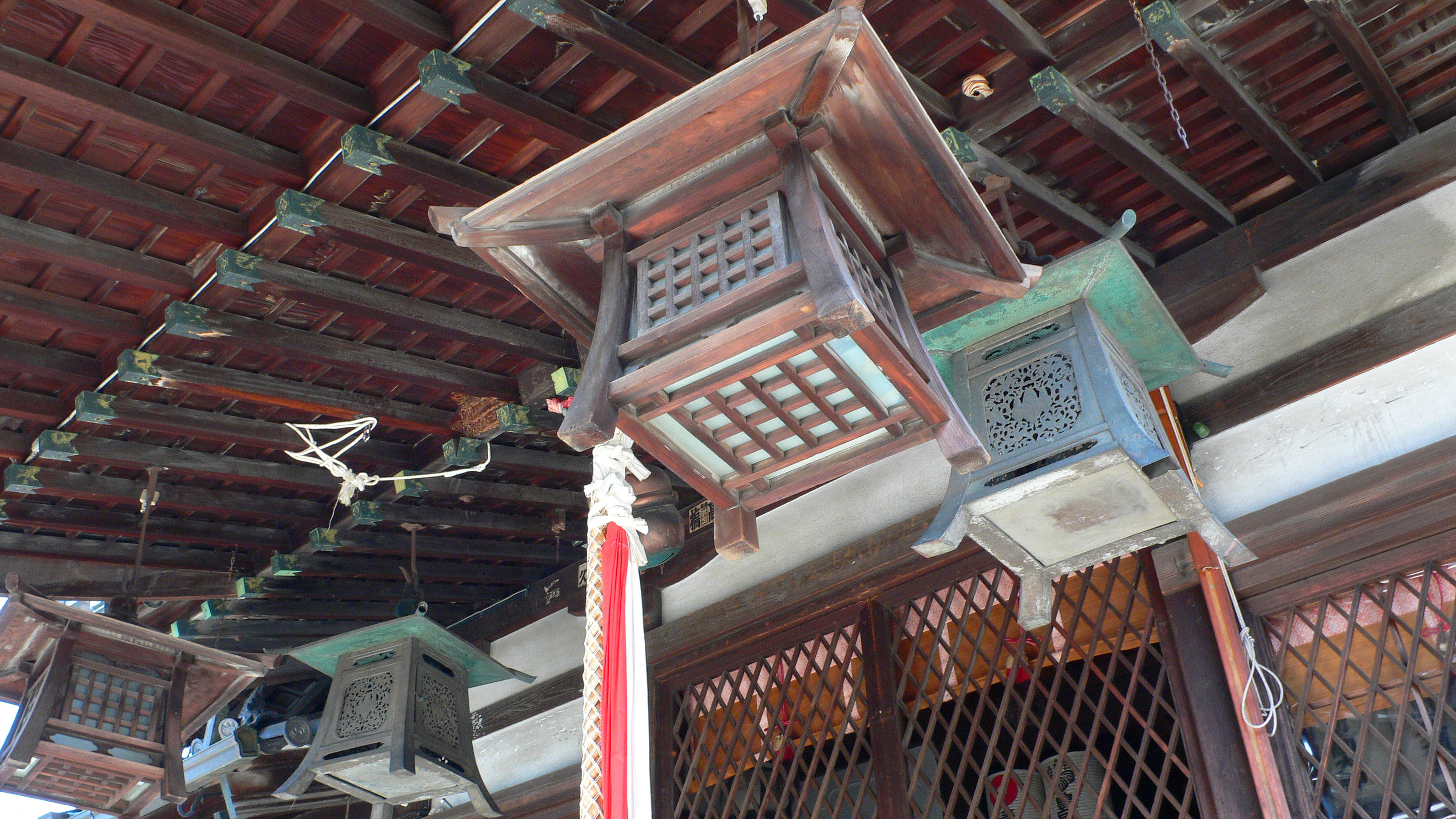
本社 灯篭
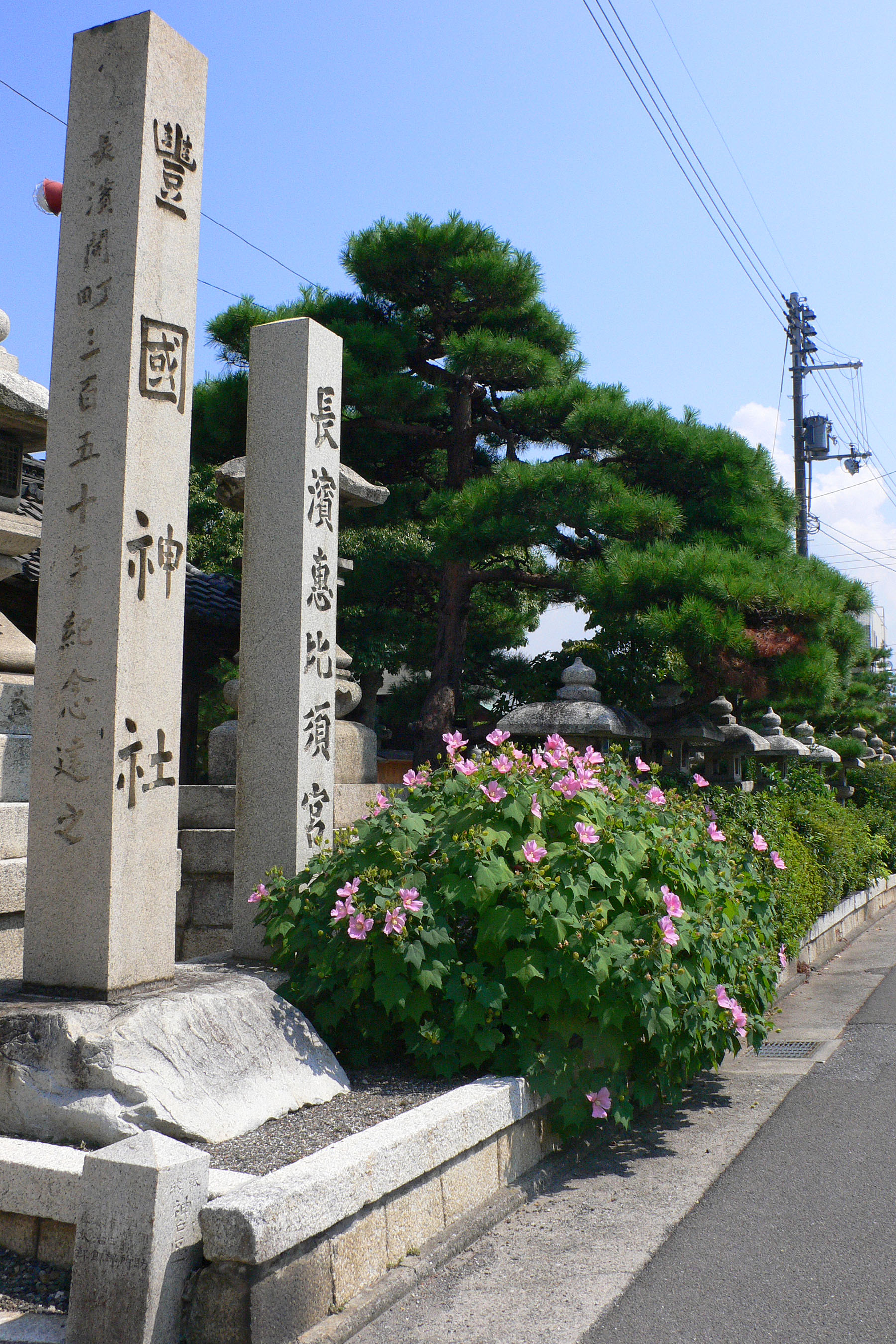
社号標
加藤清正像
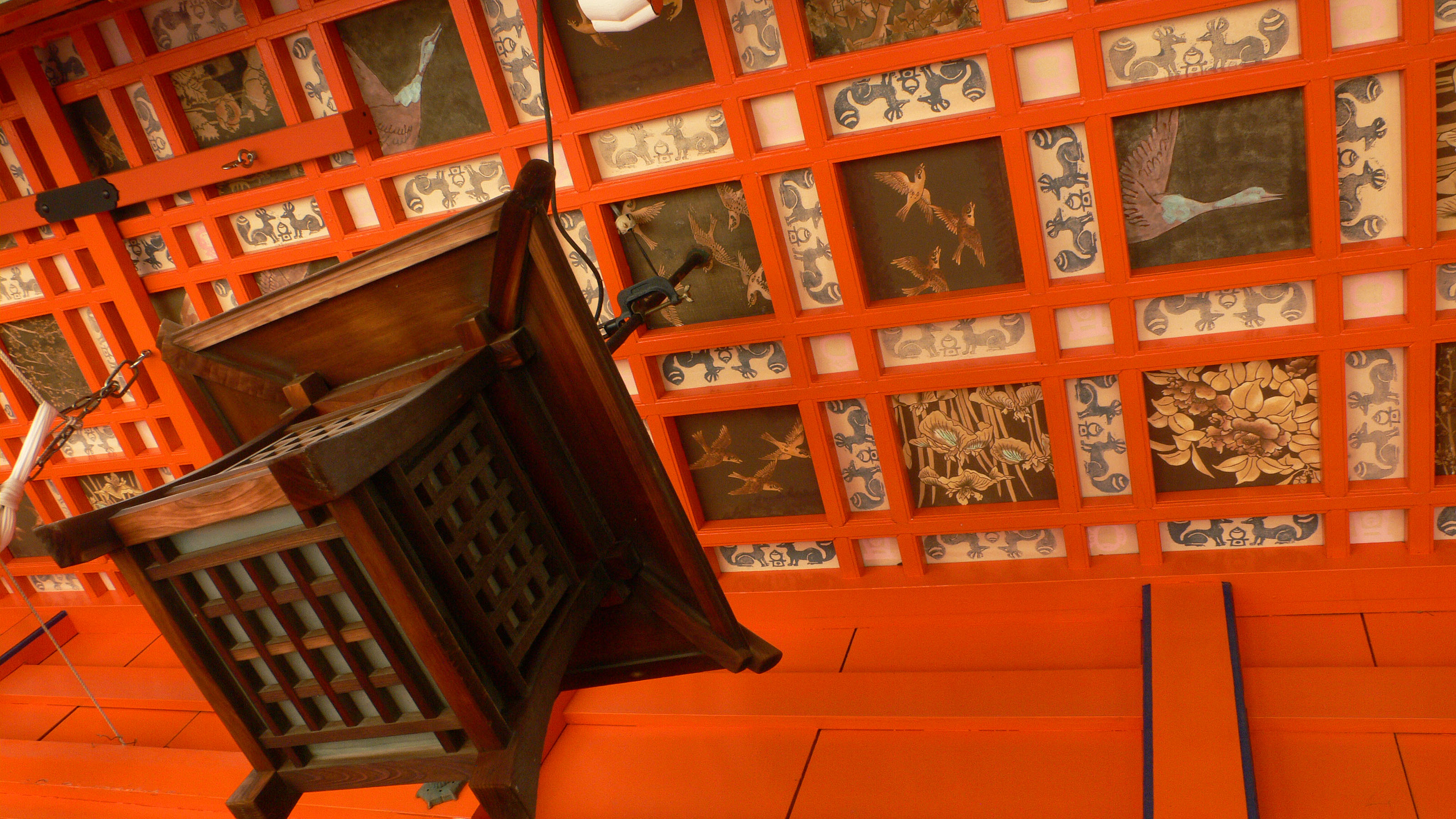
出世稲荷神社天井画

## 祭事
- 十日戎（1月）
- 豊公まつり（10月） - 武者行列が行われる。

## 前後の札所
六瓢箪めぐり

## 所在地
- 滋賀県長浜市南呉服町6-37

## アクセス
- JR北陸本線 長浜駅より徒歩約2分。

## 周辺情報
- 黒壁スクエア
- 長浜別院 大通寺（長浜御坊）
- 舎那院
- 長浜八幡宮
- 成田美術館
- 慶雲館（小川治兵衛作の回遊式庭園は国の名勝）
- 知善院
- 旧妙覚院汲月亭庭園